# Huracà Katrina
L'huracà Katrina fou un intens cicló tropical de la temporada d'huracans de l'Atlàntic del 2005 que es convertí en el desastre natural més costós i en el cinquè huracà més mortífer de la història dels Estats Units. També és el sisè huracà de l'Atlàntic més fort mai registrat. Hi hagué almenys 1.836 víctimes mortals en l'huracà en si i en les seves inundacions posteriors, convertint-se en el més mortífer als Estats Units des de l'huracà d'Okeechobee de 1928. El cost total del pas del Katrina es xifrà en $81.000 milions (USD del 2005), que doblava pràcticament els danys provocats per l'huracà Andrew el 1992.
Es formava sobre les Bahames el 23 d'agost de 2005 i travessava el sud de Florida com un 
huracà de Categoria 1 moderat, causant algunes víctimes mortals i inundacions abans d'intensificar-se ràpidament en el golf de Mèxic. La tempesta es debilitava abans de fer una segona recalada com a tempesta de Categoria 3 en el matí del dilluns 29 d'agost al sud-est de Louisiana. Causava destrosses importants, principalment per la marejada ciclònica, al llarg de la costa del Golf des del centre de Florida fins a Texas. El nombre més gran de víctimes mortals es localitzà a la ciutat de Nova Orleans (Louisiana) en fallar el sistema dels dics i inundar-se catastròficament, en molts casos, hores després que la tempesta s'hagués traslladat a l'interior. El 80% de la ciutat i grans extensions de les parròquies veïnes quedaren anegades per l'aigua, i així seguiren durant setmanes. Tanmateix, els danys més importants es concentraren en les àrees costaneres, com els pobles de la primera línia de platja de Mississipi, que s'inundaren el 90% en hores; vaixells i gavarres de casinos xocant contra edificis, cotxes i cases empeses terra endins, amb l'aigua que arribava a 10–19 km platja endins.
El United States Army Corps of Engineers (USACE), els constructors del sistema de dics tal com disposa la Llei de Control d'inundacions de 1965 foren demandats a causa de la fallida en els sistemes de protecció que provocà la inundació de Nova Orleans. La responsabilitat per la fallida i la inundació es va focalitzar en els cossos de l'exèrcit el gener de 2008, però l'agència federal no podia fer responsable financer a causa de la seva immunitat sobirana en la Llei de Control d'inundacions. També hi hagué una investigació sobre la resposta dels governs locals, federals i estatals, que donà lloc a la dimissió del director Michael D. Brown de l'Agència federal per al maneig d'Emergències (FEMA), el superintendent Eddie Compass del Departament de Policia de Nova Orleans (NOPD). Per contra, la Guàrdia de Costa dels Estats Units d'Amèrica (USCG), el Centre Nacional d'Huracans (NHC) i el Servei Nacional de Meteorologia (NWS) foren generalment felicitades per les seves accions, previsions acurades i un termini d'execució abundant.
Cinc anys després del pas de l'huracà, centenars de residents desplaçats de Mississipi i Lousiana encara viuen en allotjaments temporals. La reconstrucció de cada secció de la zona sud de Louisiana ha estat abordada en l'informe tècnic final del cos de l'exèrcit LACPR on identifiquen les zones que no han estat reconstruïdes i les àrees i edificis que necessiten han de ser elevats.

## Història meteorològica

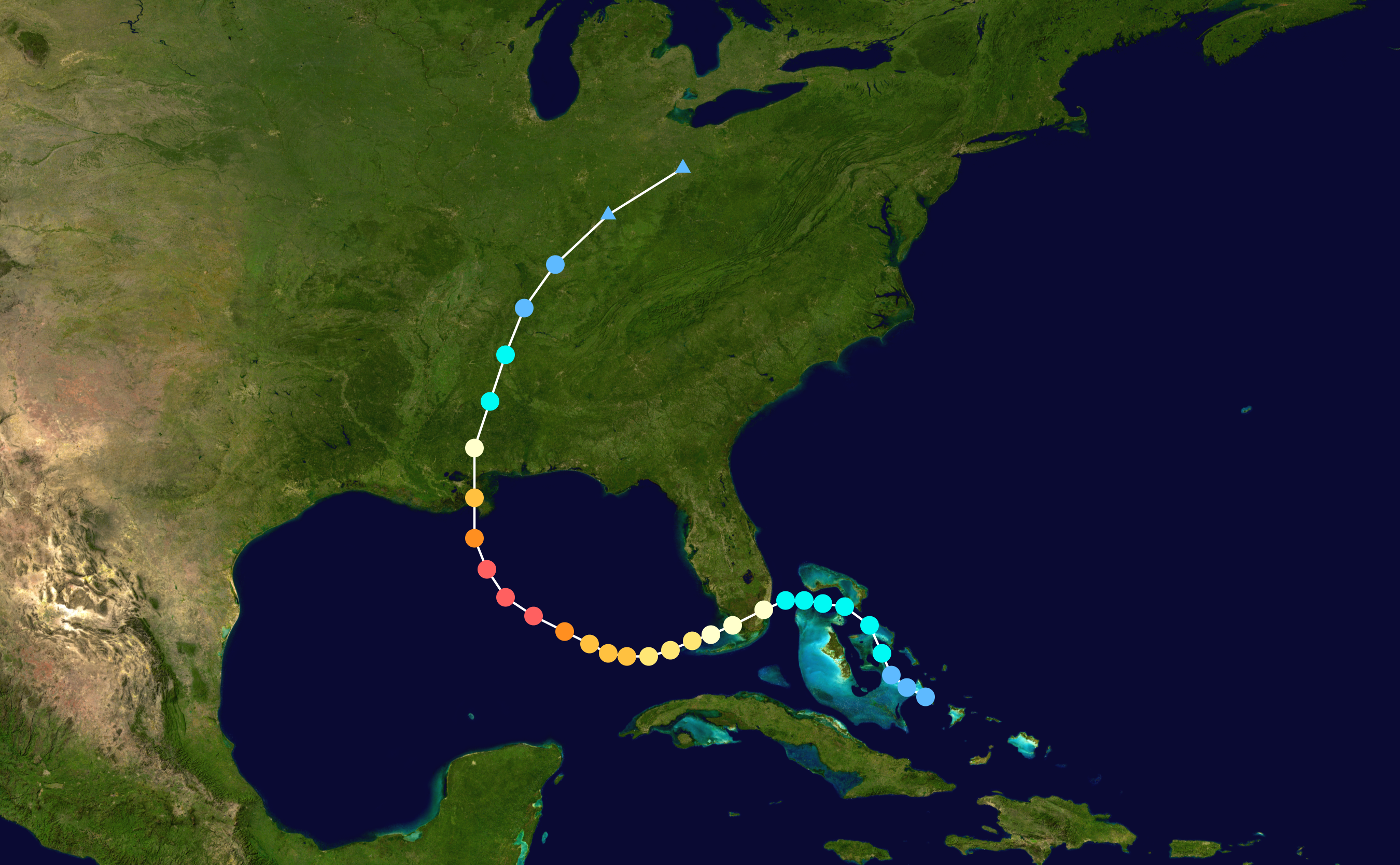
Trajectòria del Katrina

Huracà Katrina es formava com a depressió tropical Twelve sobre el sud-est de les Bahames el 23 d'agost de 2005, fruit de la interacció d'una ona tropical i el romanent de la Depressió tropical Ten. El sistema assolia l'estatus de tempesta tropical durant el matí del 24 d'agost i és a partir d'aquell moment, quan la tempesta era anomenada com a Katrina. La tempesta tropical continuava avançant en direcció a Florida, i esdevenia un huracà només dues hores abans de fer recalada entre Hallandale Beach i Aventura al matí del 25 d'agost. La tempesta es debilitava sobre terra, però recobrava l'estatus d'huracà aproximadament una hora després d'ingressar en el Golf de Mèxic.
La tempesta s'intensificava ràpidament després d'ingressar al Golf, creixent des de la Categoria 3 fins a la Categoria 5 en l'escala d'huracans de Saffir-Simpson en només nou hores. Aquest creixement accelerat era a causa del pas de la tempesta per les aigües inusualment càlides del Loop Current, que incrementava la velocitat de les ràfegues de vent. El dissabte 27 d'agost la tempesta assolia la Categoria 3 d'intensitat en l'Escala d'huracans de Saffir-Simpson que la convertia en el tercer gran huracà de la temporada. L'efecte del cicle de reemplaçament del mur de l'ull interrompia la seva intensificació, encara que causava que es doblés pràcticament el seu diàmetre. Katrina s'intensificava ràpidament de nou, escalant fins a la Categoria 5 durant el matí del 28 d'agost i aconseguint la seva força cim a les 1:00 p.m. CDT del mateix dia amb vents sostinguts màxims de 280 km/h i una pressió central mínima de 902 hPa. La pressió mínima del Katrina el convertien en el quart huracà de l'Atlàntic més intens de tots els temps registrats, només sobrepassat posteriorment pels huracans Rita i Wilma en el transcurs d'aquella mateixa temporada; també era l'huracà més intens mai registrat en el Golf de Mèxic fins aquell moment, encara que aquest també era batut per Rita.
Katrina feia la seva segona recalada a les 6:10 a.m. CDT del dilluns 29 d'agost com a huracà de Categoria 3 amb vents sostinguts de 205 km/h prop de Buras-Triumph (Louisiana). En tocar terra, la força dels vents de l'huracà s'estenien 190 km des del centre i la pressió central de la tempesta era de 920 hPa. Després de sobrepassar el sud-est de Louisiana i Breton Sound feia una tercera recalada prop de la frontera entre Louisiana i Mississipi amb vents sostinguts de 195 km/h mantenint encara la intensitat de Categoria 3.
Katrina mantenia la seva força bé a Mississipi, malgrat que l'huracà finalment perdia la seva força més de 240 km terra endins prop de Meridian (Mississipi). Es debilitava fins a tempesta tropical prop de Clarksville (Tennessee), encara que els seus romanents es podien distingir fins a l'est de la regió dels Grans Llacs d'Amèrica del Nord el 31 d'agost, quan eren absorbits per una línia frontal. La tempesta extratropical resultant es traslladava ràpidament al nord-est, afectant la zona est del Canadà.

## Impacte
| Alabama                                              | 2      |
| Florida                                              | 14     |
| Geòrgia                                              | 2      |
| Kentucky                                             | 1      |
| Louisiana                                            | 1.577* |
| Mississipi                                           | 238    |
| Ohio                                                 | 2      |
| Total                                                | 1.836  |
| Desapareguts                                         | 135    |
| *Includes out-of-state evacuees counted by Louisiana |        |

El 29 d'agost la marejada ciclònica atiada pel Katrina causava 53 fissures en els dics de Nova Orleans provocant que el vuitanta per cent de la ciutat quedés submergia sota l'aigua. Un estudi de la Societat Americana d'Enginyers Civils del juny de 2007 abordava que dos terços de les inundacions produïdes havien estat causades per múltiples fissures en els murs de contenció de la ciutat. No s'esmentaven les comportes hidràuliques que no estaven tancades. La marejada ciclònica també va devastar les costes de Mississipi i Alabama, convertint al Katrina en el desastre natural més costós i destructiu de la història dels Estats Units, i en l'huracà més mortífers des de l'huracà d'Okeechobee de 1928. El cost total de l'huracà Katrina s'estimà en $81.200 milions (USD del 2005) que doblava pràcticament la tempesta més costosa prèvia, l'huracà Andrew, quan s'ajustava la inflació.
El recompte de víctimes mortals confirmades (el total de morts directes i indirectes) es xifrà en 1.836, principalment de Louisiana (1.577) i de Mississipi (238). Tanmateix, 135 víctimes pertanyen a la categoria de desapareguts de Louisiana, i també moltes morts són indirectes, però és pràcticament impossible determinar la causa exacta d'algunes víctimes mortals.
El govern federal va declarar zona catastròfica una àrea d'uns 233.000 km²) dels Estats Units, una àrea tan gran com el Regne Unit.
S'estima que l'huracà deixà tres milions de persones sense electricitat. El 3 de setembre, el secretari de Seguretat Interna Michael Chertoff descrivia les conseqüències de l'huracà Katrina com "probablement la pitjor catàstrofe o conjunt de catàstrofes," en la història del país, fent referència al mateix huracà com també a la inundació de Nova Orleans.
En el 2010, encara resten deixalles en algunes localitats costaneres.

## Conseqüències

### Efectes mediambientals

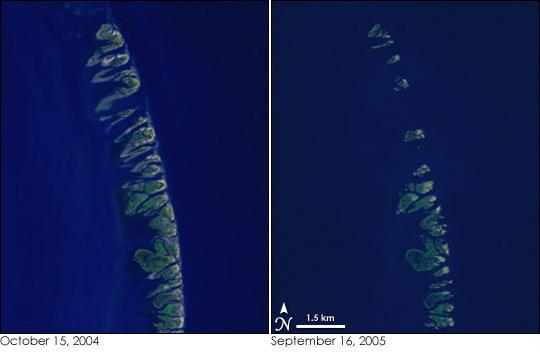
Les illes Chandeleur, abans (esquerra) i després (dreta) del Katrina, mostren l'impacte de la tempesta al llarg de la zona costanera

L'huracà Katrina també causà un impacte important en el medi ambient. La marejada ciclònica erosionà substancialment les platges i en algunes zones litorals quedaren completament devastades. En l'illa de Dauphin, situada aproximadament 150 km a l'est del punt on l'huracà feia recalada, la sorra que componia l'illa barrera era transportada a través de l'illa en el braç de mar de Mississipi, apropant l'illa cap a terra ferma. La marejada i les gran onades del Katrina també arrasaren les illes Chandeleu, que ja s'havien vist afectades feia un any per l'huracà Ivan. El Servei Geològic dels Estats Units estimà que 560 km² de terra havien passat a ser aigua a causa de l'huracà Katrina i Rita.
Les noves masses d'aigua es convertiren en l'hàbitat de mamífers marins com el pelicà marró, la tortuga marina, peixos, així com d'espècies migratòries com el morell de cap vermell. Aproximadament el 20% dels pantans locals quedaren permanentment submergits sota l'aigua a conseqüència de la tempesta.
Les destrosses del Katrina forçaren la clausura de 16 Refugis Nacionals de vida silvestre. El refugi Nacional Bretó de vida silvestre perdé la meitat de la seva extensió per la tempesta. L'huracà també afectà l'hàbitat de la tortuga marina, de la grua canadenca de Mississipi, del pigot de cresta vermella i del ratoli de platja d'Alabama.
| Principals vessaments de petroli causats per l'Huracà Katrina (de més de 38.000 L) | Principals vessaments de petroli causats per l'Huracà Katrina (de més de 38.000 L) |
| Ubicació                                                                           | Quantitat                                                                          |
| Ubicació                                                                           | (L)                                                                                |
| ---------------------------------------------------------------------------------- | ---------------------------------------------------------------------------------- |
| Bass Enterprises (Cox Bay)                                                         | 14.300.000                                                                         |
| Shell (Pilot Town)                                                                 | 4.000.000                                                                          |
| Chevron (Empire)                                                                   | 3.750.000                                                                          |
| Murphy Oil (Meraux i Chalmette)                                                    | 3.100.000                                                                          |
| Bass Enterprises (Pointe à la Hache)                                               | 1.750.000                                                                          |
| Chevron (Port Fourchon)                                                            | 200.000                                                                            |
| Venice Energy Services (Venice)                                                    | 95.000                                                                             |
| Shell Pipeline Oil (Nairn)                                                         | 50.900                                                                             |
| Sundown Energy (West Potash)                                                       | 49.000                                                                             |

La tempesta causà vessaments de petroli en 44 instal·lacions del sud-est de Louisiana, que escolaren més de 26 milions de litres de petroli. Alguns vessaments de petroli eren tan menors com uns quants centenars de litres; els més significatius es poden consultar a la taula de la dreta. Mentre que alguns vessaments restaren en el lloc, d'altres s'introduïren en l'ecosistema, i en el cas de la població de Meraux (Louisiana), s'inundà amb una mescla d'aigua i petroli. A diferència de l'huracà Ivan, després de l'huracà Katrina no s'informaren oficialment vessaments de petroli a alta mar. No obstant això, Skytruth informà d'alguns indicis de petroli en el Golf de Mèxic.

### Retirada del nom
A causa de la llarga llista de víctimes mortals i materials per tota la Costa del Golf, el nom de Katrina va ser retirat oficialment el 6 d'abril de 2006 per l'Organització Meteorològica Mundial a petició del govern dels EUA. Aquest va ser reemplaçat per Katia a la tercera llista de noms dels ciclons tropicals, que serà utilitzada pròximament durant la temporada d'huracans de l'Atlàntic de 2011.